# Archibald Lampman

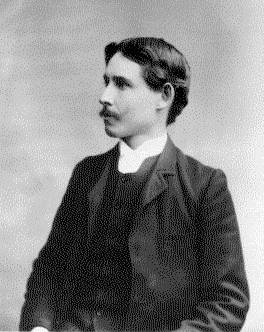
Archibald Lampman

Archibald Lampman (Morpeth, Ontario, 17 november 1861 – Ottawa, 10 februari 1899) was een Canadees dichter.
Lampman stamde uit een van oorsprong Nederlandse familie, die tijdens de Amerikaanse Onafhankelijkheidsoorlog het Amerikaanse Pennsylvania verliet en zich vestigde in Ontario.
Zijn vader was een anglicaans geestelijke. Lampman bezocht Trinity College, Toronto, waar hij in 1882 afstudeerde. Vervolgens gaf hij enige tijd les op een high school, maar dat was geen succes. Daarna ging hij werken bij de posterijen in Ottawa. Hij overleed op 38-jarige leeftijd aan een hartkwaal en werd begraven op Beechwood Cemetery, een begraafplaats die hij zelf in een van zijn gedichten had beschreven.
Lampmans oeuvre was beperkt in omvang. Het bestond uit slechts twee gedichtenbundels die tijdens zijn leven verschenen. Niettemin wordt hij gezien als een van de eerste belangrijke Canadese dichters. Zijn werk is gebaseerd op Europese voorbeelden uit met name de romantische literatuur. Ook na zijn dood werden nog werken van hem gepubliceerd.

## Werk
- Among the Millet (1888)
- Lyrics of Earth (1896)
- At the Long Sault and Other New Poems, bezorgd door Duncan Campbell Scott en E.K. Brown (1943)